# Episodi di Beavis and Butt-head (seconda stagione)
La seconda stagione della serie televisiva Beavis and Butt-head, composta da 26 episodi, è stata trasmessa negli Stati Uniti, da MTV, dal 17 maggio 1993 al 15 luglio 1993. 
In Italia è stata trasmessa dal 1994 (sottotitolata) su MTV Europe e dal 1998 su MTV (doppiata). La seconda stagione è stata trasmessa in prima visione da aprile 1998 a giugno 1998. L'ordine di tramissione italiano differisce da quello americano. Gli episodi "Good Credit", "Home Improvement", "Way Down Mexico Part 2", "Stewart's House" e "Heroes" sono inediti in Italia.
Il doppiaggio italiano è stato eseguito da Luigi Rosa e Paolo Rossi, rispettivamente nei ruoli di Beavis e Butt-head.
| nº | Titolo originale           | Titolo italiano           | Prima TV USA   | Prima TV Italia |
| -- | -------------------------- | ------------------------- | -------------- | --------------- |
| 1  | Scientific Stuff           | Roba scientifica          | 17 maggio 1993 | ?               |
| 2  | Good Credit                |                           | 17 maggio 1993 | Inedito         |
| 3  | Burger World               | Burgerlandia              | 18 maggio 1993 | ?               |
| 4  | Baby Makes Uh, Three       | Col bambino siamo in tre  | 18 maggio 1993 | ?               |
| 5  | Beware of the Butt         | Attenti al sedere         | 19 maggio 1993 | ?               |
| 6  | At the Sideshow            | Al luna park              | 19 maggio 1993 | ?               |
| 7  | Customers Suck             | I clienti rompono         | 20 maggio 1993 | ?               |
| 8  | Sick                       | La cura                   | 20 maggio 1993 | ?               |
| 9  | Home Improvement           |                           | 24 maggio 1993 | Inedito         |
| 10 | Way Down Mexico Way Part 1 | Una gita in Messico       | 26 maggio 1993 | ?               |
| 11 | Way Down Mexico Way Part 2 |                           | 26 maggio 1993 | Inedito         |
| 12 | At the Movies              | Al cinema                 | 31 maggio 1993 | 21 aprile 1998  |
| 13 | No Laughing Part 1         | Vietato ridere, parte I   | 2 giugno 1993  | ?               |
| 14 | No Laughing Part 2         | Vietato ridere, parte II  | 2 giugno 1993  | ?               |
| 15 | The Butt-head Experience   | L'esperienza di Butthead  | 7 giugno 1993  | ?               |
| 16 | Lawn and Garden            | Prati e giardini          | 9 giugno 1993  | ?               |
| 17 | Stewart's House            |                           | 14 giugno 1993 | Inedito         |
| 18 | For Better or Verse        | Migliorare o soccombere   | 17 giugno 1993 | ?               |
| 19 | Bedpans & Broomsticks      | Padelle e manici di scopa | 21 giugno 1993 | ?               |
| 20 | Babes R Us                 | Le bambole siamo noi      | 23 giugno 1993 | ?               |
| 21 | Yogurt's Cool              | Lo yogurt che figata!     | 28 giugno 1993 | ?               |
| 22 | Heroes                     |                           | 30 giugno 1993 | Inedito         |
| 23 | Sign Here                  | Firma qui                 | 6 luglio 1993  | ?               |
| 24 | Washing the Dog            | Lavando il cane           | 8 luglio 1993  | ?               |
| 25 | Friday Night               | Venerdì sera              | 14 luglio 1993 | ?               |
| 26 | Be All You Can Be          | Chiamata alle armi        | 15 luglio 1993 | ?               |

## Roba scientifica
Daria è costretta a lavorare con Beavis e Butt-head su un progetto di classe, e lei si propone di dimostrare che la stupidità del duo può essere spiegata scientificamente.

### Video musicali
- Oingo Boingo – "Weird Science"
- The Cult – "Fire Woman"
- Danzig – "How the Gods Kill"
- INXS – "Devil Inside"
- Faith No More – "Epic"

## Good Credit
Beavis e Butt-head rubano e poi e utilizzano la carta di credito del signor Anderson presso un negozio di animali.
Questo episodio segna la prima apparizione del signor Anderson.
Questo episodio è inedito in Italia.

### Video musicali
- Loverboy – "Working for the Weekend"
- The Bangles – "Manic Monday"
- Ramones – "Pet Sematary"
- John Mellencamp – "Pop Singer"
- Soundgarden – "Rusty Cage"

## Burgerlandia
Il signor Anderson attende 20 minuti al Burger World per delle patatine fritte, una torta e un caffè. Beavis e Butt-Head finiranno per dargli un topo fritto.

### Video musicali
- Jeremy Jordan – "The Right Kind of Love"
- ZZ Top – "Legs"
- Biohazard – "Punishment"
- Deee-Lite – "Groove Is in the Heart"

## Col bambino siamo in tre
Il professor Buzzcut tenta di insegnare le tecniche di famiglia a Beavis e Butt-head e a tutta la classe, dandogli come compito di prendersi cura di una confezione di zucchero, surrogato di un neonato. Buzzcut metterà in coppia Beavis con Butt-head, poiché nessun altro vorrà andare in coppia con loro.
Questo episodio segna la prima apparizione del professore Buzzcut.

### Video musicali
- U2 – "One"
- Aerosmith – "Rag Doll"
- Katrina and the Waves – "Walking on Sunshine"
- Garth Brooks – "The Thunder Rolls"
- Nine Inch Nails – "Wish"

## Attenti al sedere
Beavis e Butt-head scattano una foto imbarazzante di una donna corpulenta al Drive-In, e lei cerca di vendicarsi.

### Video musicali
- David Lee Roth – "Yankee Rose"
- L7 – "Pretend We're Dead"
- Helmet – "Unsung"
- Nelson – "(Can't Live Without Your) Love and Affection"
- Gwar – "The Road Behind"

## Al luna park
Beavis e Butt-head partecipano a un festival di fenomeni da baraccone e cercano di diventare famosi.

### Video musicali
- Aerosmith – "Livin' on the Edge" (questo video verrà in seguito sostituito da Michael Damian – "Rock On" e Golden Earring – "Twilight Zone". In Italia è stata utilizzata la versione con Michael Damian e Golden Earring)
- The Jacksons – "Torture"
- Culture Club – "Karma Chameleon"
- Talking Heads – "Wild Wild Life"

## I clienti rompono
Beavis e Butt-head, mentre sono di turno al Burger World, si rifiutano di servire i clienti.
Questo episodio segna la prima apparizione del preside McVicker e del signor Stevenson.

### Video musicali
- Public Image Ltd – "Rise"
- Wang Chung – "Everybody Have Fun Tonight"
- Wham! – "Wake Me Up Before You Go-Go"
- The Pursuit of Happiness – "Cigarette Dangles"
- Nirvana – "Smells Like Teen Spirit"

## La cura
Beavis e Butt-head si beccano un brutto raffreddore, e si recano al pronto soccorso dove cercano di sballarsi con dei medicinali.

### Video musicali
- Mötley Crüe – "Dr. Feelgood"
- Billy Idol – "Dancing with Myself"
- New Kids on the Block – "Hangin' Tough"
- Alice in Chains – "Them Bones"

## Home Improvement
Beavis e Butt-head sono assunti per dipingere la staccionata della casa del signor Anderson, ma dopo aver sniffato del diluente per vernice, prendono un approccio più creativo e distruttivo.
Questo episodio è inedito in Italia.

### Video musicali
- Frankie Goes to Hollywood – "Two Tribes"
- Biz Markie – "Just a Friend"
- White Zombie – "Black Sunshine"
- Edie Brickell & New Bohemians – "What I Am"

## Una gita in Messico
Beavis e Butt-head partono in Messico con il loro amico, Dave, per ottenere dei fuochi d'artificio illegali, ma invece faranno una corsa in bagno dopo aver mangiato un taco datogli dal proprietario vendicandosi contro il duo che ha dato da mangiare della salsa piccante al suo cane.
Durante il viaggio di ritorno negli Stati Uniti, Dave, Beavis e Butthead per contrabbandare le pillole da inghiottire si dimenticano di legarle e i tre finiranno per essere fermati dalla polizia.
La seconda parte di questo doppio episodio è inedita in Italia.

### Video musicali
Parte 1
- Wall of Voodoo – "Mexican Radio"
- Pantera – "Psycho Holiday"
- Ofra Haza – "Im Nin'alu"
- Cycle Sluts from Hell – "I Wish You Were a Beer"
- Depeche Mode – "I Feel You" (nella versione italiana, al posto del video dei Depeche Mode è presente il video Texas Tornados – "Adios Mexico")

Parte 2
- Gerardo Mejía – "Rico Suave"
- Ministry – "N.W.O."
- Soundgarden – "Outshined"
- AC/DC – "Highway to Hell (Live)"
- Texas Tornados – "Adios Mexico"

## Al cinema
Beavis e Butt-head vanno al drive-in, fanno saltare in aria i bagni con dei petardi e deridono una guardia di sicurezza incompetente.

### Video musicali
- Kool Moe Dee – "Wild Wild West"
- The Power Station – "Get It On (Bang a Gong)"
- House of Pain – "Shamrocks and Shenanigans (Boom Shalock Lock Boom)"
- The Sugarcubes – "Walkabout"
- AC/DC – "You Shook Me All Night Long"

## Vietato ridere, parte I
Il preside McVicker tenta una soluzione per far non ridere Beavis e Butt-head in classe: non potranno ridere di qualsiasi cosa che sentono per una settimana.

### Video musicali
- Ween – "Push th' Little Daisies"
- Carmen Electra – "Everybody Get on Up"
- Butthole Surfers – "Who Was in My Room Last Night?"
- Beastie Boys – "So What'cha Want"

## Vietato ridere, parte II
Beavis e Butt-head si impegnano per evitare di ridere durante la lezione di educazione sessuale. Ma Buzzcut, non ha intenzione di rendere questo compito facile per loro...

### Video musicali
- Amy Grant – "Baby, Baby"
- Toni Basil – "Mickey"
- Scorpions – "Rock You Like a Hurricane",
- Reba McEntire – "Take It Back"
- Duran Duran – "Come Undone"
- Corrosion of Conformity – "Dance of the Dead"

## L'esperienza di Butthead
Durante una giornata noiosa al Burger World, Butt-head si addormenta e sogna di formare una rock band con Beavis.

### Video musicali
- Winger – "Seventeen"
- Nudeswirl – "F-Sharp"
- Kiss – "I Love It Loud"
- Eddie Murphy – "Put Your Mouth on Me"
- A-ha – "Take On Me"
- Big Country – "In a Big Country"

## Prati e giardini
Beavis e Butt-head hanno il compito di potare la cima dell'albero del signor Anderson, ma prendono una scorciatoia disastrosa sul loro lavoro.

### Video musicali
- Doctor and the Medics – "Spirit in the Sky"
- David Lee Roth – "Just Like Paradise"
- Kris Kross – "Warm It Up"
- Digital Underground – "The Humpty Dance"

## Stewart's House
Beavis e Butt-head vanno a casa di Stewart per guardare un programma a pagamento, ma il duo si annoia e comincia a seminare il caos.
Questo episodio segna la prima apparizione di Stewart.
Questo episodio è inedito in Italia.

### Video musicali
- The Cars – "You Might Think"
- Art of Noise (with Tom Jones) – "Kiss"
- Twisted Sister – "I Wanna Rock"
- Spinal Tap – "The Majesty of Rock"

## Migliorare o soccombere
Van Driessen insegna la scrittura Haiku a Beavis e Butt-head.

### Video musicali
- Debbie Gibson – "Out of the Blue"
- Black Sabbath – "Iron Man"
- Das EFX – "They Want EFX"
- Fishbone – "Fight the Youth"

## Padelle e manici di scopa
Beavis e Butt-head tormentano Billy Bob dopo l'intervento chirurgico al cuore, scapperanno poi con il suo scooter.

### Video musicali
- Joe Cocker – "Unchain My Heart"
- Izzy Stradlin – "Shuffle It All"
- D.R.I. – "Acid Rain"
- Enuff Z'Nuff – "Fly High Michelle"
- King Missile – "Detachable Penis"

## Le bambole siamo noi
Beavis e Butt-head vanno in uno strip club locale, ma l'età legale non gli permetteranno di entrare.

### Video musicali
- Salt-N-Pepa – "Push It"
- Bobby Brown – "Humpin' Around"
- Babes in Toyland – "Bruise Violet" (questo video verrà in seguito sostituito da Butthole Surfers – "Dust Devil". In Italia è stata utilizzata la versione coi Butthole Surfers)
- R.E.M. – "Pop Song 89"

## Lo yogurt che figata!
Beavis e Butt-head vanno a comperare uno frozen yogurt e in seguito chiedono un rimborso. Dopo che il rimborso gli viene rifiutato, cercano vendetta.

### Video musicali
- Rick James – "Superfreak"
- Scandal – "Goodbye to You"
- T'Pau – "Heart and Soul"
- White Zombie – "Thunder Kiss '65"
- Jane's Addiction – "Mountain Song"

## Heroes
Beavis e Butt-head fanno una gara di tiro al piattello, ma finiscono col colpire qualcosa di più grande di quanto inizialmente pensato.
Questo episodio è inedito in Italia.

### Video musicali
- The Cramps – "Bikini Girls with Machine Guns"
- Grim Reaper – "See You in Hell"
- King's X – "Black Flag"
- Nitzer Ebb – "Godhead"

## Firma qui
Il professor Van Driessen assegna alla classe il compito di presentare una petizione contro l'apertura di un negozio di pellicce in città. Beavis e Butt-head concludono che "le petizioni sono stupide" ma ottengono le firme di Hugh G. Rection, Ben Dover e Rosie Palm e le sue 5 sorelle.

### Video musicali
- Hall & Oates – "Maneater"
- Def Leppard – "Animal"
- Huey Lewis and the News – "I Want a New Drug"
- The Dead Milkmen – "Smokin' Banana Peels"
- Young MC – "Principal's Office"
- Red Hot Chili Peppers – "Show Me Your Soul"

## Lavando il cane
Beavis e Butt-head si offrono volontari per lavare il cane del signor Anderson nella speranza che lui lasci a loro dei soldi nel suo testamento.

### Video musicali
- Porno for Pyros – "Pets"
- Soundgarden – "Outshined"
- Black Box – "Everybody Everybody"
- Stray Cats – "Rock This Town"

## Venerdì sera
Beavis e Butt-head ciondolano presso il Maxi-Mart, nel tentativo di conoscere qualche ragazza. Una ragazza motociclista si approfitterà della loro ingenuità per rubare nel negozio.

### Video musicali
- Gerardo Mejía – "Rico Suave"
- Bow Wow Wow – "I Want Candy"
- Gruntruck – "Crazy Love"
- Color Me Badd – "I Wanna Sex You Up"
- Terence Trent D'Arby – "She Kissed Me"

## Chiamata alle armi
Beavis e Butt-head riflettono sull'arruolarsi nell'esercito come "Major Woody" e "Private Parts", ma finiranno per essere colpiti con alcuni proiettili e una granata.

### Video musicali
- Quiet Riot – "Cum on Feel the Noize"
- Ministry – "NWO"
- AC/DC – "Highway to Hell"
- Life, Sex & Death – "Tank"